# Universiteit van Harderwijk
De Universiteit van Harderwijk (ook Gelderse Universiteit of Academie te Harderwijk) was een Nederlandse universiteit gevestigd in Harderwijk van 1648 tot 1811.

## Geschiedenis

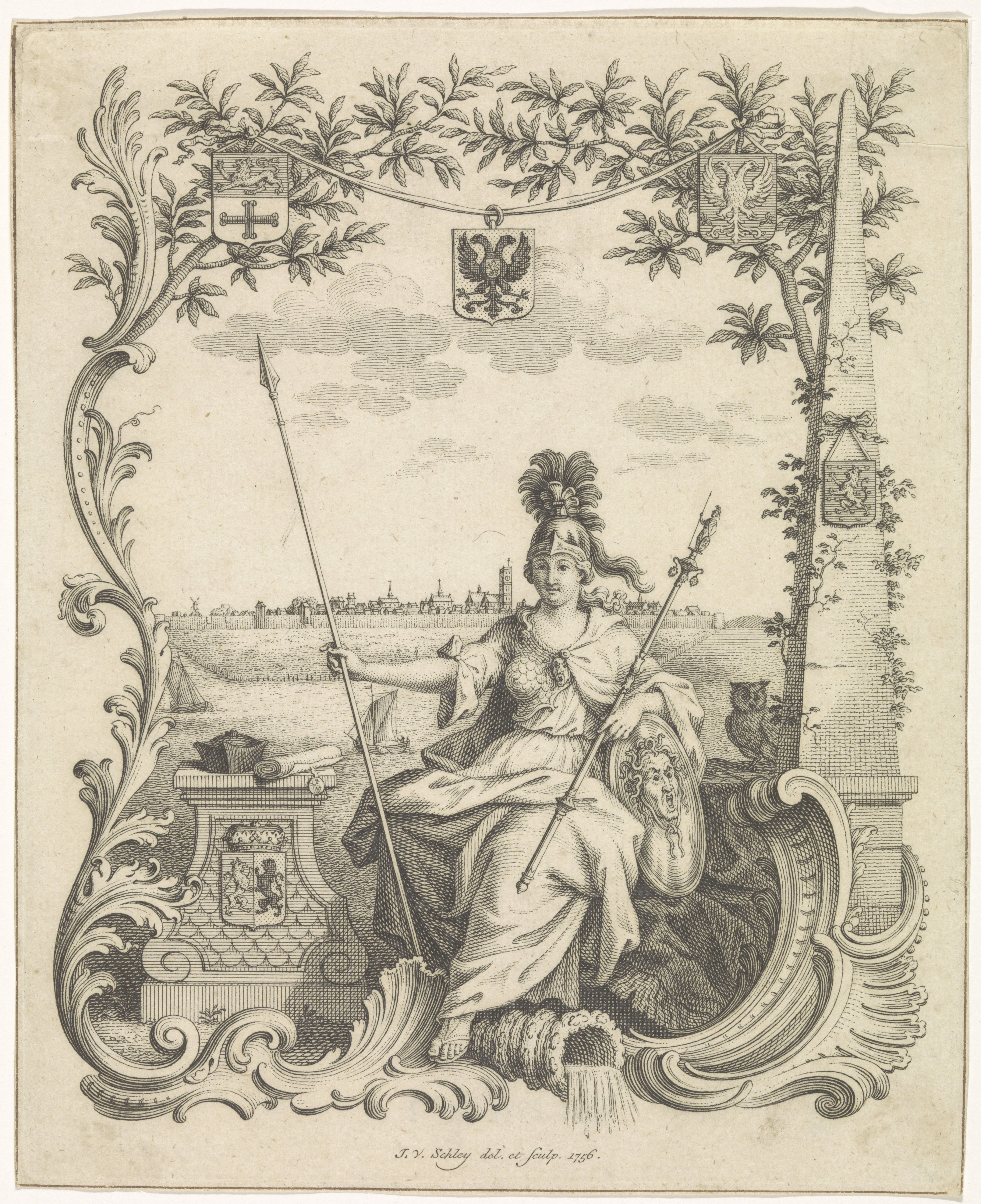
Minerva met pedelstaf, met op de achtergrond Harderwijk

De universiteit werd ten tijde van de Republiek der Zeven Verenigde Nederlanden door de Staten van Gelre gesticht in 1648, bij het einde van de Tachtigjarige Oorlog. De universiteiten van Leiden (1575), Franeker (1585), Groningen (1614) en Utrecht (1636) waren al eerder gesticht. De Gelderse Academie in Harderwijk werd daarmee de vijfde universiteit in Nederland. Zij zou niet groot worden, met hoogstens zestig nieuwe studenten per jaar, en een totaal van niet meer dan 150.
In de tijd van Linnaeus, een beroemde 18e-eeuwse Zweedse promovendus van deze universiteit, kon in Zweden de doctorsgraad niet behaald worden. Veel afgestudeerden gingen naar de Republiek der Zeven Verenigde Nederlanden, waar de universiteiten een goede reputatie hadden. De rijken reisden gewoonlijk naar Leiden; minder gefortuneerden gingen naar Harderwijk, waar de promotie minder kostbaar was en sneller verliep. Een gedichtje luidde:
Harderwijk is een stadje van negotie,

men koopt er bokking en bullen van promotie.
Het gemakkelijke promoveren lokte veel studenten naar de universiteit, al was het vaak voor korte tijd.
Tijdens de Franse bezetting werd de universiteit opgeheven. Koning Willem I probeerde in 1815 de universiteit, net als de Universiteit van Franeker, nog nieuw leven in te blazen, door haar te heroprichten als Rijksathenaeum. In 1818 sloot dit Rijksatheneum zijn deuren echter alweer, en verdween het instituut.

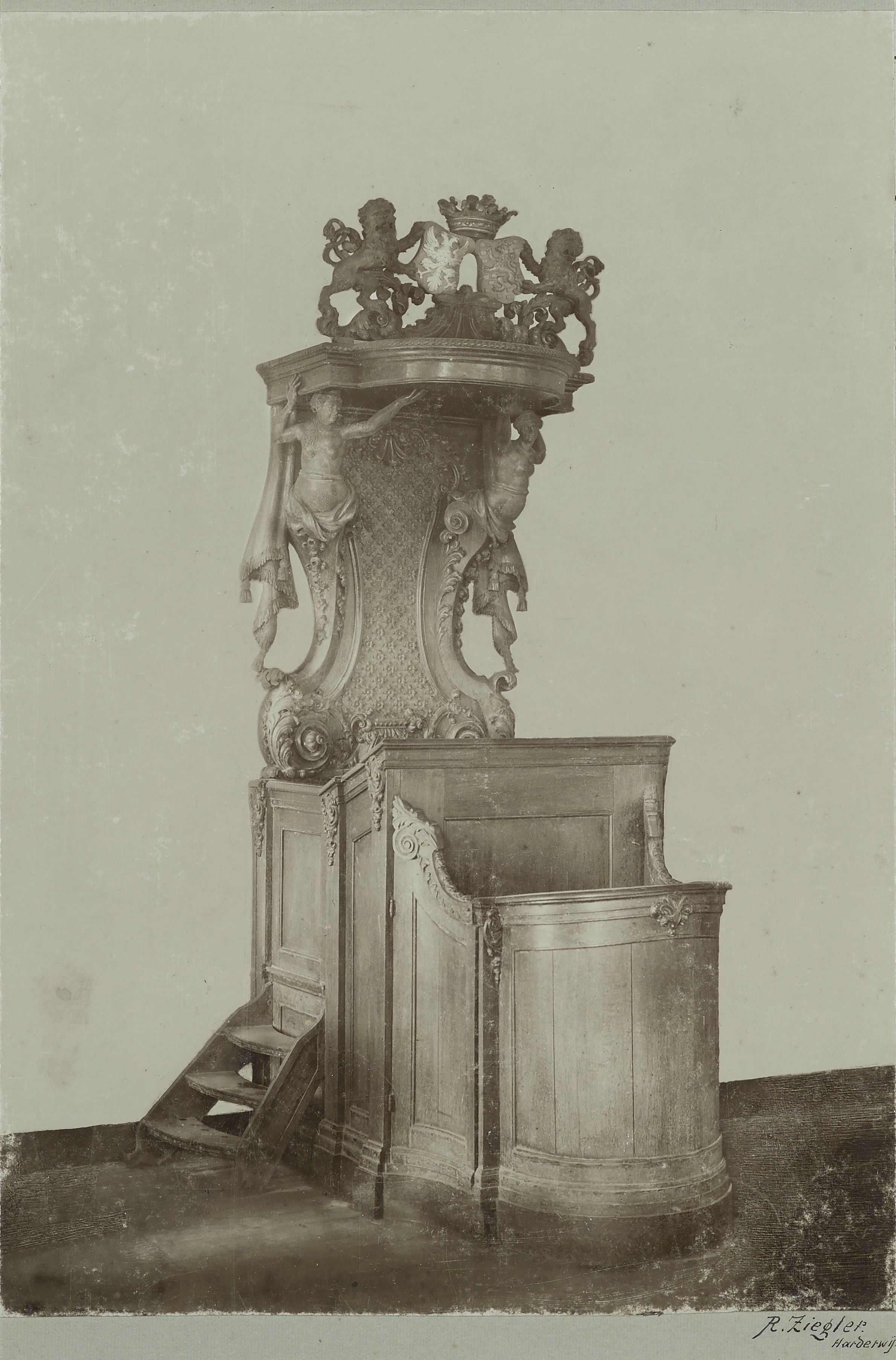
Katheder van de Harderwijkse universiteit

## Promovendi
Bekende promovendi van Harderwijk (jaar van promotie):
- De Hongaarse filosoof János Apáczai Csere (1651)
- De graficus en jurist Romeyn de Hooghe (1689)
- De ontdekkingsreiziger Jacob Roggeveen (1690)
- De medicus Herman Boerhaave (1693)
- De Zweedse plantkundige Carl Linnaeus (1735)
- De staatsman Herman Willem Daendels (1783)
- De waterbouwkundig en militair ingenieur Cornelis Rudolphus Theodorus Krayenhoff (1784)
- De dichter A.C.W. Staring (1787)

## Hoogleraren
Bekende hoogleraren in Harderwijk waren onder meer: Jan Bleuland, Petrus Bondam, Johan van der Does, David de Gorter, Petrus de Greve, Joan Melchior Kemper, Herman Muntinghe, Johannes Pontanus,
Caspar Reinwardt, Adriaan Reland, Caspar Reuvens, Arnoldus Rotgers, Alexander Tollius, Cornelius Tollius, Herman Tollius, Meinard Tydeman, Jacob Vosmaer, Annaeus Ypeij.

## Tegenwoordig
In de binnenstad van Harderwijk zijn nog steeds enkele gebouwen van de voormalige universiteit te zien, zoals een snijcamer (in het gebouw van het huidige Marius van Dokkum Museum) en het bekende Linnaeustorentje. Ook staan er nog twee bomen die deel uitmaakten van de Hortus botanicus, namelijk een ginkgo en een plataan. Het Stadsmuseum Harderwijk heeft een zaal aan de universiteit gewijd.

## Trivia
- Het imago van de universiteit van Harderwijk heeft een uitdrukking opgeleverd: in vroeger tijden werd van iemand wiens wetenschappelijke reputatie bedenkelijk was ook wel gezegd dat hij 'van de Universiteit van Harderwijk' kwam.[5]
- Aan het eind van de 20e eeuw vertolkte Aart Staartjes in het Nederlandse kinderprogramma Het Klokhuis professor Fetze Alsvanouds van de Universiteit van Harderwijk.